# 後藤俊夫
後藤 俊夫（ごとう としお、1938年11月6日 - ）は、日本の映画監督。長野県伊那市出身、飯島町在住。

## 来歴
長野県伊那北高等学校を経て、1962年立教大学社会学部卒業。新世紀映画株式会社入社。山本薩夫監督の助監督として、『戦争と人間』、『華麗なる一族』、『金環蝕』、『不毛地帯』、『あゝ野麦峠』などに就く。1978年に『こむぎいろの天使－雀（すずめ）と少年』（青銅プロダクション）で監督デビューする。その後、活動拠点をふるさとである信州伊那谷（飯島町）に置き、動物と人間のふれあいをテーマにした作品や、時に美しく時に厳しい自然をテーマに「生きる」ということを人間に問いかけるような作品を多く手がけている。1983年、芸術選奨新人賞受賞。
2007年、大鹿歌舞伎に代表される信州伊那谷各地に伝わる農村歌舞伎をテーマに『Beauty』という作品を製作。2008年5月から劇場公開されている。ふるさと伊那谷の美しい風景や、農村歌舞伎の保存・伝承に情熱をかける人々の魂の美しさを日本全国に発信している。
2010年11月、「こむぎいろの天使」シリーズ3作目となる新作映画「こむぎいろの天使－空を飛ぶブタ（仮題）」の制作が報じられた。2011年春より撮影が開始される今回の作品は、母校の伊那小学校をモデルに、ブタを育てる「命の授業」を主軸として子供たちが友情などを育んでゆく内容だとしている。

## 主な作品
- こむぎいろの天使 雀と少年 青銅プロダクション（1978年）
- マタギ 青銅プロダクション（1981年）
- こんにちは、ハーネス 全国映画センター（1982年）
- イタズ 熊 東映（1987年）
- オーロラの下で 東映（1990年）
- ベトナムのダーちゃん こぶしプロ・テレビ朝日（1994年）
- 地球が動いた日 GOGOビジュアル企画（1997年）
- ミナクロと公平じいさん 北星映画（1998年）
- こむぎいろの天使 すがれ追い プロデュースセンター・製作委員会（1999年）
- Beauty-うつくしいもの- （2007年）